# Mihai David
Mihai David (n. 1965) este un politician român. În perioada 2001–2005 a fost președinte al filialei PSD din Arad, după care în 2007 a fost ales președinte al organizației municipale Brașov a PSD.

## Candidat la primăria Brașov
La alegerile locale din 2008 este candidatul PSD pentru funcția de primar al municipiului Brașov.